# 제1대 말버러 공작 존 처칠

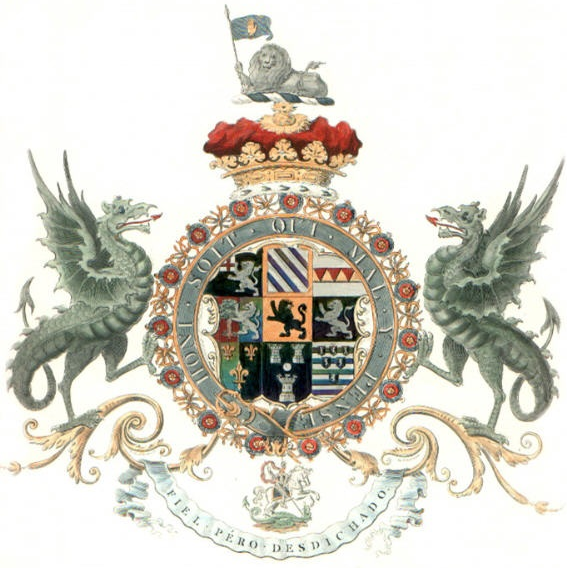
말버러 공작 1세 존 처칠의 문장

제1대 말버러 공작 존 처칠(John Churchill, 1st Duke of Marlborough, KG(1650년 5월 26일 - 1722년 6월 16일(O.S)은 17세기말부터 18세기 초 5명의 군주의 치세동안 활약했던 잉글랜드의 군인이자 정치가이다. 그는 잉글랜드의 스튜어트 왕궁에서 낮은 신분에서 시작했으나, 전장에서 보인 탁월한 용기와 두드러진 활약을 그의 군주이자 스승인 요크 공작 제임스에게 일찍히 인정받아 빠른 승진을 거듭하며 떠올랐다. 1685년 제임스가 왕이 되자, 처칠은 몬머스 공작의 반란을 진압하는 중요한 임무를 수행했지만, 그러나 3년 후 처칠은 그의 가톨릭 왕을 버리고 프로테스탄트인 오라녜의 윌리엄에게로 갔다.
윌리엄 대관식에서 처칠은 말버러 백작(Earl of Marlborough;발음/ʼmɔːl.bɹə/) 작위를 수여받았다. 처칠은 9년 전쟁 기간 아일랜드와 플랑드르에서 우수함을 보여주었다. 그렇지만 윌리엄과 메리의 치세 동안 말버러와 그의 영향력 있는 아내 사라(Sarah)는 그들과는 약간 냉랭한 관계를 유지하였다. 이후 국외추방된 제임스 왕에 대한 공모 혐의에 대한 피해로 말버러는 모든 내정과 군사 관직에서 해임되고, 일시적으로 런던 탑에 수감되었다. 다만 메리가 죽은 뒤 또 하나의 중요한 유럽의 전쟁이 다가오는 징후를 보이자, 윌리엄은 호의를 베풀어 그를 다시 불러들였다.
말버러의 영향력은 앤 여왕의 오랜 친구인 아내 사라가 궁전에 들어가면서 정점에 달했다. 영국 군대의 대장(Captain-General)으로 승진하면서 이어 공작(Duke)이 되었고, 스페인 왕위 계승 전쟁 기간 블레넘, 라미예와 오우데나르데 전장에서 보인 활약으로 말버러는 국제적인 명성을 얻어 역사속에서 그의 지위는 유럽의 위대한 장군들 중 한명으로 기록되게 되었다. 그러나 아내 사라가 앤 여왕의 총애와 왕실의 은총을 잃게되고, 토리당이 프랑스와 평화를 맺기로 결심하면서 그를 압박해 실각시켰다. 말버러는 횡령(embezzlement) 혐의로 인해 내정과 군사 관직에서 해임되었지만 그러나 1714년 왕위를 계승한 조지 1세 때 왕실의 총애를 되찾았다. 비록 그는 이전의 관직을 되찾았으나 이미 건강이 악화되었고, 뇌졸중(strokes)의 여파로 인해 결국 병으로 쓰러져 1722년 6월 16일 윈저 저택(Windsor lodge)에서 사망했다.

## 참고 자료
- Barnett, Correlli. Marlborough. Wordsworth Editions Limited, (1999). ISBN 1-84022-200-X
- Chandler, David G. Marlborough as Military Commander. Spellmount Ltd, (2003). ISBN 1-86227-195-X
- Churchill, Winston. A History of the English-Speaking Peoples: Age of Revolution. Weidenfeld & Nicolson, (2002). ISBN 0-304-36393-6
- Churchill, Winston. Marlborough: His Life and Times, Bk. 1, vols. i & ii. University of Chicago Press, (2002). ISBN 0-226-10633-0
- Churchill, Winston. Marlborough: His Life and Times, Bk. 2, vols. iii & iv. University of Chicago Press, (2002). ISBN 0-226-10635-7
- Coxe, William. Memoirs of the Duke of Marlborough: 3 volumes. London, (1847)
- Field, Ophelia. The Favourite: Sarah, Duchess of Marlborough. Hodder and Stoughton, (2002). ISBN 0-340-76807-X
- Gregg, Edward. Queen Anne. Yale University Press, (2001). ISBN 0-300-09024-2
- Hibbert, Christopher. The Marlboroughs. Penguin Books Ltd, (2001). ISBN 0-670-88677-7
- Lynn, John A. The Wars of Louis XIV, 1667–1714. Longman, (1999). ISBN 0-582-05629-2
- Macaulay, Thomas. The History of England (abridged). Penguin Books, (1968). ISBN 0-14-043133-0
- Miller, John. James II. Yale University Press, (2000). ISBN 0-300-08728-4